# Trigona crassipes
Trigona crassipes är en biart som först beskrevs av Fabricius 1793.  Trigona crassipes ingår i släktet Trigona och familjen långtungebin. Inga underarter finns listade i Catalogue of Life.